# Wit Kaosainan
Wit Kaosainan, noto anche con lo pseudonimo di Kaos (in thailandese วิชช์ เกาไศยนันท์, pron. AFI: [wit͡ɕʰ˦˥ kaw˧.saj˩˩˦.nan˧]; 1974), è un regista thailandese di film d'azione.

## Biografia
Cresciuto negli Stati Uniti, ha esordito nel suo Paese natìo col film d'arti marziali Fa (1998). Notato da Hollywood, nel 2002 ha diretto per la Franchise Pictures il film d'azione Ballistic, con Antonio Banderas e Lucy Liu, un sonoro flop al botteghino dalla post-produzione travagliata che, detenendo una percentuale dello 0% di pareri positivi da parte della critica cinematografica sull'aggregatore di recensioni online Rotten Tomatoes, l'ha consegnato per sempre alla pubblicistica come regista del "peggior film mai fatto". Dopo tre anni di stallo dovuti alla cattiva nomea di Ballistic e all'amarezza per le interferenze da parte della Franchise Pictures che ne avevano caratterizzato la produzione, sarebbe dovuto tornare dietro alla macchina da presa nel 2005 con un film intitolato Round Five, ma i problemi finanziari del produttore Barrie M. Osborne, sopraggiunti poco prima delle riprese in Thailandia, hanno fatto sì che il film venisse annullato. Sorpreso da questa notizia in fase di location scouting, Kaos ha poi deciso di rimanere in Thailandia, dove non aveva mai vissuto in pianta stabile. Ha ripreso a lavorare nel decennio seguente, fondando una casa di produzione e dirigendo diversi film d'azione e arti marziali per il mercato home video con protagonisti Scott Adkins o Mark Dacascos.

## Filmografia
- Fa (1998)
- Ballistic (Ballistic: Ecks vs. Sever) (2002)
- Tekken 2: Kazuya's Revenge (2014)
- Zero Tolerance (2015)
- The Driver (2019)
- Paradise Z (2020)
- Una notte a Bangkok (One Night in Bangkok) (2020)